# Manzonia zetlandica
Manzonia zetlandica är en snäckart som först beskrevs av Montagu 1815.  Manzonia zetlandica ingår i släktet Manzonia, och familjen Rissoidae. Arten har ej påträffats i Sverige.